# 汪中怡宅
汪中怡宅位于安徽省黄山市歙县斗山街，已列为歙县文物保护单位。
汪中怡宅建于清末，天井宽敞明亮，面阔五间，敞廊设有精制的隔扇。